# Byton

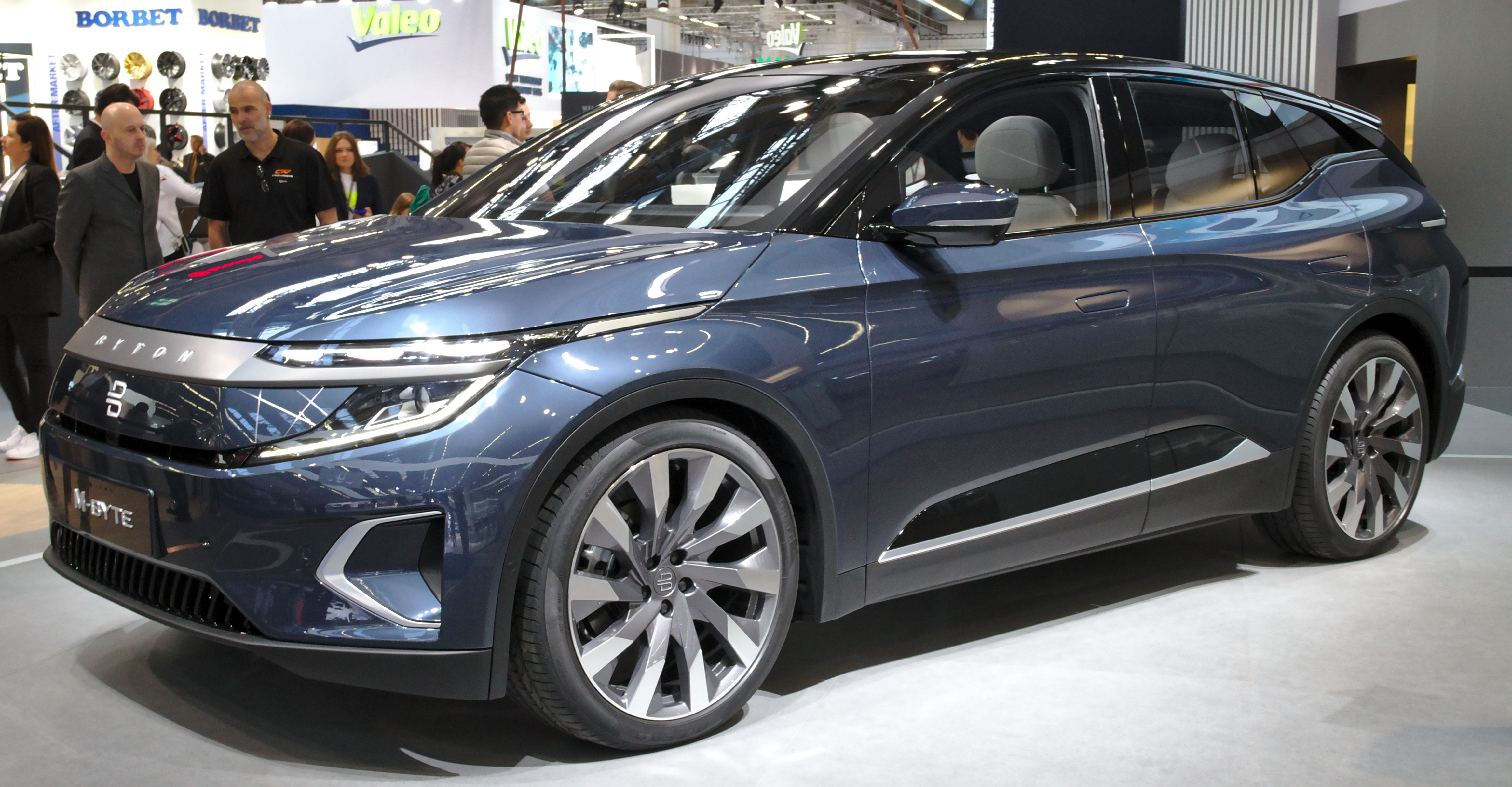
M-Byte

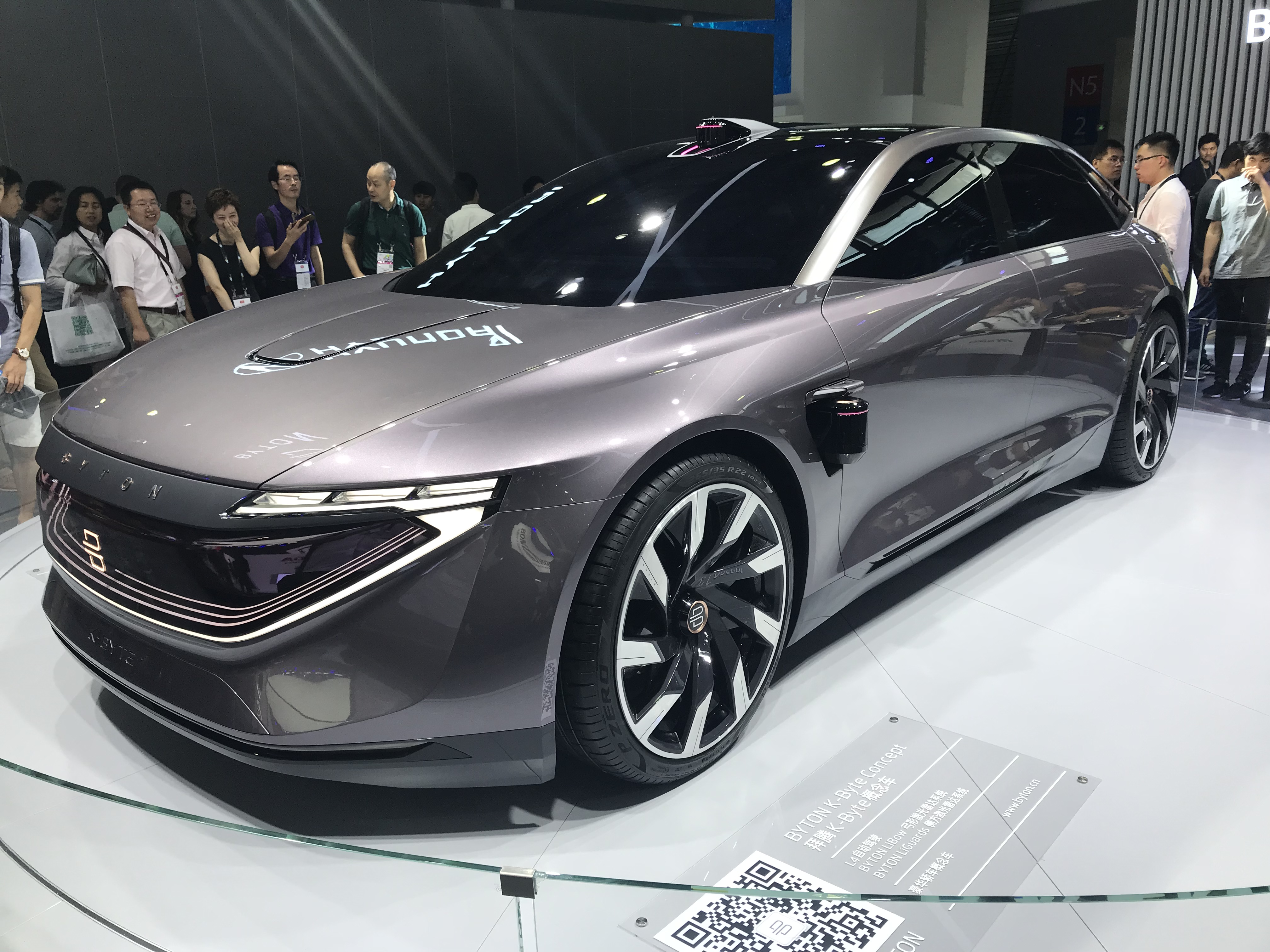
K-Byte Concept

Byton war eine Automobilmarke des chinesischen Unternehmens Future Mobility Corporation (FMC) mit Hauptsitz in Nanjing. Unter dem Markennamen sollten Elektroautos angeboten werden.

## Geschichte
Die Marke „Byton“ wurde im September 2017 von FMC vorgestellt. Der Name ist ein Synonym für „Bytes on Wheels“. Byton wollte Elektroautos und autonom fahrende Autos produzieren. Bis 2021 wollte das Unternehmen profitabel arbeiten.
Carsten Breitfeld, ein ehemaliger BMW-Manager, war Mitbegründer und CEO des Unternehmens bis Februar 2019. Als CEO übernahm der ehemalige Infinity- und BMW-Manager Dr. Daniel Kirchert, allerdings gab es im Oktober 2020 Berichte über den Abgang von Kirchert – auch auf der Homepage und in den Presseunterlagen von Byton wird Kirchert seitdem nicht mehr erwähnt. Eine offizielle Stellungnahme von Byton zur Unternehmensführung gab es aber nicht. Gleichzeitig gab es Berichte über die Schließung der Münchner Niederlassung sowie über mögliche Ermittlungen wegen Insolvenzverschleppung. Ende April 2021 meldete die deutsche Tochtergesellschaft Insolvenz an.
Am 7. Januar 2018 stellten Breitfeld und sein Team auf der Elektronikmesse CES in Las Vegas einen elektrisch angetriebenen SUV mit der Bezeichnung M-Byte vor, der Platz für bis zu sieben Personen bieten soll. Mit einer voll aufgeladenen Batterie kann das Fahrzeug angabengemäß bis zu 400 km weit fahren, mit größeren Akkus bis zu 520 km. Gegen Ende des Jahres 2019 sollte das Auto auf den chinesischen Markt gebracht und im Jahr 2020 auch in Amerika und Europa angeboten werden. Im Hinblick auf Autonomes Fahren sollte das Fahrzeug Level 3 erreichen und ab dem Jahr 2020 Level 4. Für die Basisversion wurde Anfang 2018 ein Preis von ca. 45.000 US-Dollar genannt.
Danach sollen weitere Modelle folgen, unter anderem eine Limousine welche zur CES 2018 in China vorgestellt wird.
Aufgrund der Coronavirus-Pandemie 2020 wurde zum 1. Juli 2020 für das Werk in Nanjing ein Produktionsstopp bis zum Jahresende verkündet, da laut Bericht von ARD-Auslandskorrespondent Steffen Wurzel Zulieferer nicht bezahlt werden konnten. Am Standort Santa Clara in Kalifornien seien die meisten der 450 Mitarbeiter entlassen worden, für die 70 Mitarbeiter am Standort München sei Kurzarbeit angemeldet worden. Den chinesischen Mitarbeitern habe das Unternehmen teilweise seit rund vier Monaten keinen Lohn gezahlt. Der Fortbestand des Unternehmens hing zunächst davon ab, ob weitere Investoren gefunden werden konnten.
Am 9. September 2020 wurde das Unternehmen Nanjing Shengteng Automobile Technology Co., Ltd. als neuer Eigentümer der Marke gegründet. Die FAW Equity Investment (Tianjin) Co., Ltd. behält mit 23,333 % weiterhin einen Anteil der Aktien an Byton, Duan Lianxiang hält weitere 6,6667 %.
Im Januar 2021 gab der Auftragsfertiger Foxconn den Plan bekannt, mit Byton Elektroautos produzieren zu wollen. Ende 2021 wurde bekannt, dass die Investition beendet und Insolvenzanhörungen eingeleitet wurden. Auch die Stadtregierung von Nanjing habe ihre Hilfszahlungen eingestellt. Das chinesische Unternehmen FAW ist als neuer Interessent abgesprungen, sodass die Mitarbeiter nicht mehr bezahlt werden können und sämtliche Produktionslinien stillgelegt wurden. Ein bedingt fahrfähiger Prototyp aus der Insolvenzmasse wurde im September 2022 versteigert.